# Brian Drummond
Brian Drummond (ur. 10 sierpnia 1969 w  Salmon Arm w Kolumbii Brytyjskiej) – kanadyjski aktor głosowy.
Jego żona Laura Drummond, oraz syn Aidan również są aktorami głosowymi. Ukończył szkołę teatralną Studio 58 i rozpoczął swoją karierę jako aktor teatralny. Później jednak całkowicie przeniósł się na aktorstwo głosowe. Jego najbardziej znaną rolą jest Vegeta w angielskim dubbingu stworzonym przez studio Ocean Productions.

## Filmografia
- Barbie i magia pegaza (2005) jako Ferris
- Beast Machines (1999–2000) jako Jetstorm
- Bionicle 2: Legendy Metru Nui (2004) jako Matau i Onewa
- Bionicle 3: W sieci mroku (2005) jako Matau i Onewa
- Black Lagoon (2006) jako Benny i Wentzel Ahbe
- Death Note (2006–2007) jako Ryuk, Suguru Shimura, Zakk Irius, Roy i Sudo
- Dragon Ball Z (1989–1996) jako Vegeta, Żarłomir, Uranai Baba, Paikuhan, Vegetto
- Gadżet i Gadżetinis (2002–2003) jako Doktor Klauf i Doktor Mróz
- Hamtaro – wielkie przygody małych chomików (2000–2006) jako Luzak
- Hero 108 (od 2010) jako Hardy Sus i Biały Pasiak
- InuYasha (2000–2004) jako Renkotsu, Juromaru i Kageromaru
- Iron Man: Armored Adventures (od 2008) jako Crimson Dynamo
- Krypto superpies jako Streaky
- Looney Tunes: Maluchy w pieluchach (2002–2005) jako Floyd
- MegaMan NT Warrior (2002–2003) jako Heatman, Skullman, Whaleman, Snakeman i Moltanicman
- Ōban Star Racers (2006) jako Satis, Colonel Toros i Zard
- Ognistooka Shana (2005–2006) – różne postacie
- Pucca (2006–2009) jako Garu
- Ranma ½ (1989–1992) Yasukichi, Joe i Shadow Ranma
- Sonic Underground (1999–2000) jako Knuckles
- Spadkobiercy tytanów (2005) wiele ról
- Niezwyciężony Spider-Man (1999–2001) jako Venom
- Tony Hawk − wielka rozwałka (2006) jako Hamshank
- Wybraniec smoka (2004–2006) jako Kawake i inni